# Chaume-et-Courchamp
 Chaume-et-Courchamp  es una población y comuna francesa, en la región de Borgoña, departamento de Côte-d'Or, en el distrito de Dijon y cantón de Fontaine-Française.

## Demografía
| 142 | 135 | 145 | 142 | 131 | 140 |
| Para los censos de 1962 a 1999 la población legal corresponde a la población sin duplicidades (Fuente: INSEE [Consultar]) |     |     |     |     |     |